# Kangerluarsunnguaq
Kangerluarsunnguaq, (duń.) Ulkebugten – zatoka u zachodnich wybrzeży Grenlandii. We wschodniej części zatoka oddziela główną część Sisimiut od północnej, słabo zurbanizowanej części  miasta. Na północnym wybrzeżu zatoki, u ujścia do Cieśniny Davisa, jest położony port lotniczy Sisimiut.

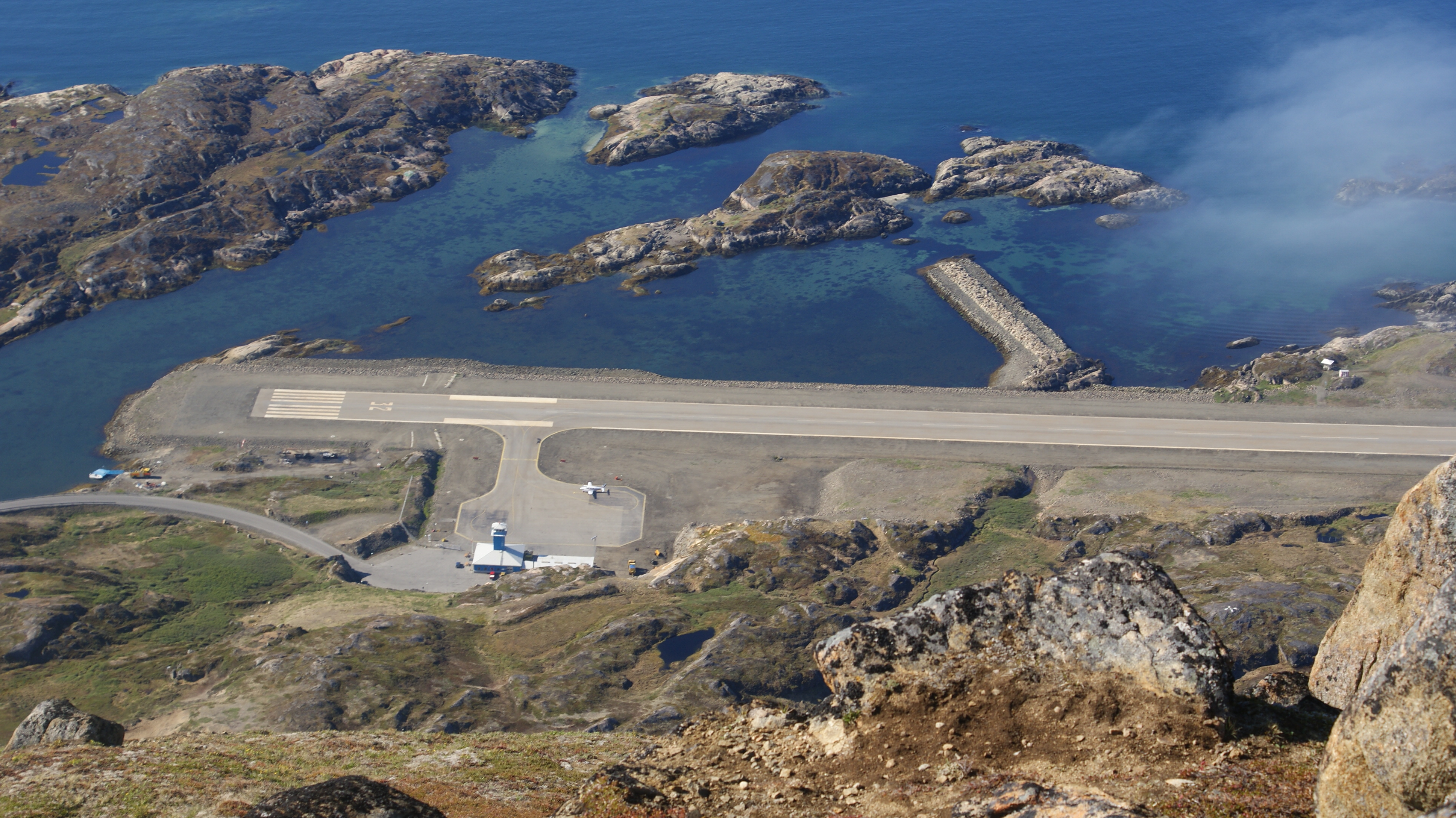
Widok na port lotniczy Sisimiut i zatokę ze zbocza Palasip Qaqqaa